# Charles Upham
Pour les articles homonymes, voir Upham.
Charles Hazlitt Upham (né le 21 septembre 1908 à Christchurch et mort dans cette même ville le 22 novembre 1994) est un militaire néo-zélandais.

## Biographie
Il a reçu la Croix de Victoria à deux reprises pendant la Seconde Guerre mondiale : en Crète en mai 1941 et à Ruweisat Ridge (en) en Égypte, en juillet 1942.
Il est le plus récent des trois seuls militaires à avoir reçu la Croix de Victoria deux fois et le seul à les avoir reçu pendant la Seconde Guerre mondiale. En conséquence, Upham est souvent considéré comme le soldat du Commonwealth le plus décoré de la guerre puisque cette décoration est la plus élevée possible pour bravoure pour un militaire du Commonwealth.